# Аудни Бёдварссон (лингвист)
Аудни Бёдварссон (исл. Árni Böðvarsson, 15 мая 1924, Гильюр — 1 сентября 1992, Рейкьявик) — исландский педагог и лингвист-германист, доктор наук, специалист в области древнеисландского, исландского, норвежского и датского языков, лексикограф. Автор первого академического словаря исландского языка. Друг и соавтор русского ученого-лингвиста Валерия Павловича Беркова, которому он помогал составлять и редактировать первый и единственный русско-исландский словарь.

## Биография
Аудни Бёдварссон родился 15 мая 1924 года в Гильюре в общине Хвольхреппюр в Раунгарвадласисле.  Он был младшим из пяти детей фермера Бёдвара Бёдварссона (исл. Böðvar Böðvarsson) и его жены Гроа Бьярнадоттир (исл. Gróa Bjarnadóttir), домохозяйки.
Аудни окончил Рейкьявикскую среднюю школу второй ступени в 1945 году, получил степень магистра исландских исследований в Исландском университете в 1950 году и степень доктора философии по педагогике в Исландском университете в 1953 году. В 1950-51 учебном году Аудни работал преподавателем исландского языка и грамматики для иностранных студентов в Исландском университете. С 1955 по 1957 год он был приглашенным преподавателем исландского языка в университетах Бергена и Осло, а также изучал историю норвежского языка и норвежской диалектологии. В 1980 году в Уппсальском университете Аудни  получил научную степень в области детской лингвистики и болгарского языка.
Арни преподавал во учебных заведениях, в том числе был преподавателем исландского языка в средней школе на Хамрахлид (MH) в 1967—1984 годах, адъюнкт-профессором лингвистики и фонологии в Исландском университете в 1968—1987 годах, преподавателем в Исландском педагогическом институте и женской гимназии Рейкьявика. В течение многих лет Аудни был экзаменатором по грамматике ислансдского языка в Исландском педагогическом институте, а также членом комиссии, принимающей государственный экзамен по исландскому языку.
С 1984 года до самой своей смерти Аудни был языковым консультантом исландской государственной телерадиокомпании, а несколько лет продюсировал и вёл программу под названием Daglegt mál (с исл. — «Ежедневный язык») и редактировал внутренние инструкции по использованию исландского языка.
Аудни стал основателем Рейкьявикского общества эсперанто и в течение нескольких десятилетий был председателем и секретарем Союза эсперантистов Исландии и членом Всемирной эсперанто-ассоциации. Он был членом комитета по приему 62-го Всемирного конгресса эсперантистов, проходившего в Рейкьявике в 1977 году, и в течение многих лет входил в комиссию Конкурса изящных искусств Всемирной эсперанто-ассоциации.
Также Аудни был председателем Общества исландских исследований (Félag íslenskra fræða), секретарем Ассоциации студентов исландских университетов в 1960—1964 годах, входил в правление Общества жителей Раунгарвадласислы в Рейкьявике и Союза гидов Исландии. На протяжении многих лет Аудни являлся членом Общества культурных связей Исландии и СССР (Menningartengsl Íslands og Ráðstjórnarríkjanna).
Аудни был женат на Тоурюнн Аугусте Ауднадоуттир (Þórunn Ágústa Árnadóttir) из Лауталайти, имел двоих детей — дочь Эдну Гвюдрун Ауднадоуттир (специалист Министерства образования и культуры) и сына Сигюрдюра Ауднасона (врач), а также падчерицу — приемную дочь Кольбрун Харальдсдоуттир (учитель по ведению домашнего хозяйства). Скончался Аудни в Рейкьявике 1 сентября 1992 года, в возрасте 68 лет.

## Труды
Аудни написал ряд книг и учебников по лингвистике и исландскому языку. Был главным редактором и основным автором первого академического словаря исландского языка для школ и общественности, который был составлен в 1957 году и опубликован в 1963 году Исландским культурным фондом. Он также курировал пересмотр этого словаря и был соредактором второго издания, опубликованного в 1983 году.
В 1954–1961 годах вместе с Бьядни Вильхьяльмссоном Аудни руководил публикацией шеститомного издания исландских народных сказок и легенд, собранных Йуоном Аднасоном. Он был соавтором первого и единственного исландско-русского словаря, опубликованном русским ученым-лингвистом Валерием Павловичем Берковым в Москве в 1962 году. Состоял в переписке с известным советским филологом-скандинавистом Михаилом Ивановичем Стеблин-Каменским. Работал над дополнением к двухтомному академическому исландско-датскому словарю Сигфуса Блёндаля, опубликованным в 1963 году.
Редактировал в 1965 году словарь исландско-эсперанто, составленный Бальдвином Скабтфедлем, и написал на эсперанто пособие по исландской грамматике.
Некоторые наиболее известные работы Аудни:
- Íslenskar þjóðsögur og ævintýri I-VI, 1955-1961 (рус. Исландские народные сказки и легенды; редактор)[8]
- Исландско-русский словарь, 1962 (соавтор В.П. Беркова)
- Íslensk-dönsk orðabók. Viðbætir, 1962 (рус. Исландско-датский словарь; редактор 2-го издания и автор дополнения к словарю)[9]
- Íslenzk-esperanto orðabók / Islanda-Esperanta vortaro, 1965 (рус. Словарь исландско-эсперанто; редактор)
- Íslensk orðabók handa skólum og almenningi, 1963, 1983 (рус. Исландский словарь для школ и общественности; главный редактор и основной автор)
- Rangárvallasýsla. Sýslu- og sóknarlýsingar, 1968 (рус. Раунгаурвадласисла. Описание округов и приходов; автор)
- Hljóðfræði, 1969, 1979 (рус. Фонетика; автор)
- Hekla. Eruption, 1970 (рус. Гекла. Извержение; автор)
- Merkingarfræði, 1972 (рус. Семантика; автор)
- Þjóðtrú og þjóðsagnir, 1973 (рус. Народные верования и легенды; автор)
- Handritalestur og gotneskt letur, 1974 (рус. Чтение рукописей и готическое письмо; автор)
- Fjallabaksleið syðri, 1976 (рус. Южный Фьядлабакслейд; автор)
- Orðaskyggnir, 1979 (рус. Ясность слов; автор)
- Orðalykill, 1987 (рус. Ключи слов; автор)
- Samtalsbók, 1987 (рус. Разговорник; автор)
- Málfar í fjölmiðlum, 1989 (рус. Языковой стиль в СМИ; автор)
- Íslenskt málfar, 1991 (рус. Исландский языковой стиль; автор)
- Málastoð: leiðbeiningar um framburð í nokkrum erlendum tungumálum, 1989 (рус. Языковая поддержка: инструкции по произношению в нескольких иностранных языках; автор)
- Þýsk-íslensk, íslensk-þýsk vasaorðabók, 1991 (рус. Немецко-исландский и исландско-немецкий карманный словарь; соавтор Eygló Eiðsdóttir)